# Park Pobedy (metropolitana di San Pietroburgo)
Park Pobedy (in russo Парк Побе́ды?) è una stazione sulla linea 2 della metropolitana di San Pietroburgo.
Venne aperta il 29 aprile 1961, in contemporanea con tutta la linea di cui, al momento dell'inaugurazione, rappresentava il capolinea meridionale. L'accesso dal piano stradale è un edificio di forma circolare mentre l'atrio sottostante presenta la tecnica dell'"ascensore orizzontale". Gli accessi diretti ai binari sono interdetti dalla presenza di porte che vengono aperte in corrispondenza delle aperture delle vetture metrotranviarie e solo al momento dell'arrivo del convoglio nella stazione.